# Odéon (Métro Paris)
Koordinaten: 48° 51′ 8,6″ N, 2° 20′ 20,4″ O

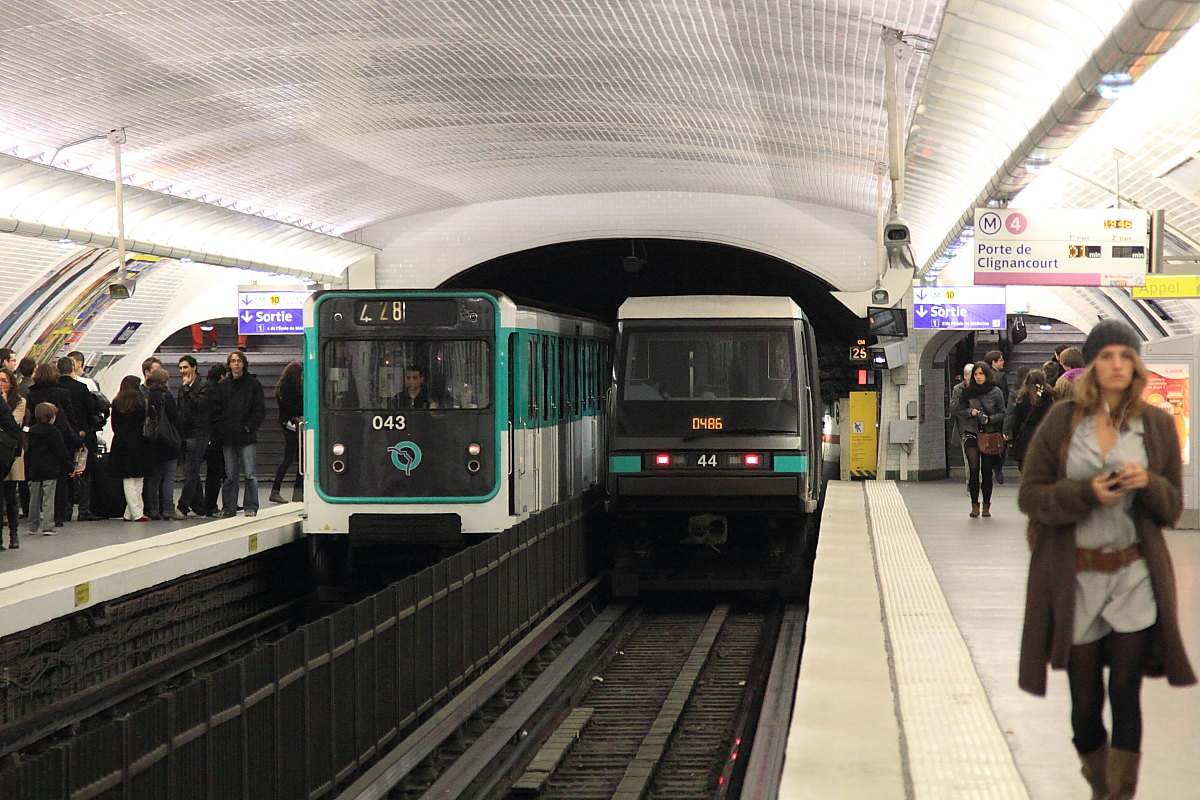
Station der Linie 4 mit gummibereiften Zügen der Baureihen MP 59 und MP 89

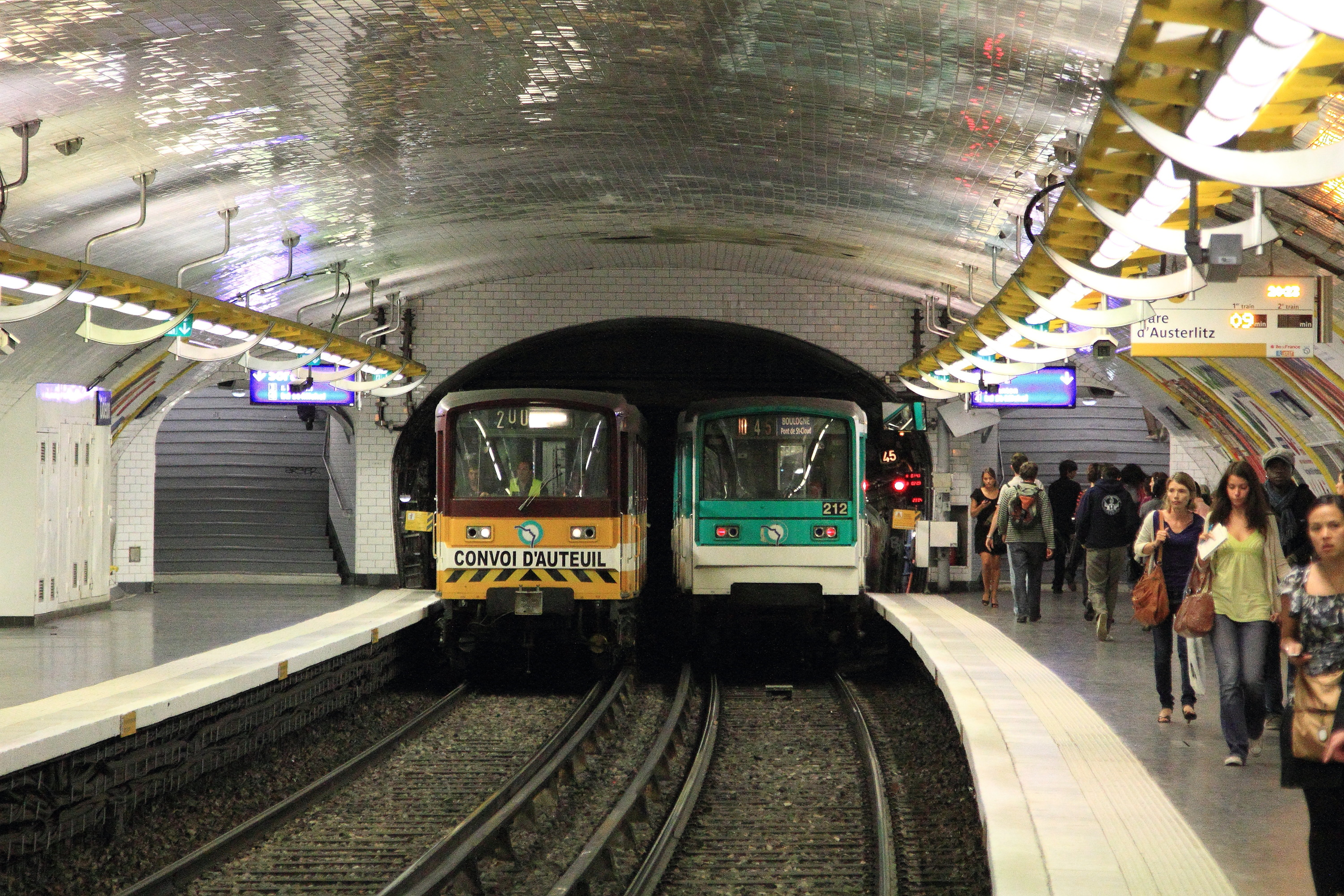
Station der Linie 10 mit Zügen der Baureihe MF 67, der linke wurde zum innerbetrieblichen Transportzug umgebaut und trägt als „Convoi d'Auteuil“ eine Sonderlackierung

Odéon [ɔdeɔ̃] ist ein unterirdischer Umsteigebahnhof der Pariser Métro. Er wird von den Linien 4 und 10 bedient.

## Lage
Der U-Bahnhof befindet sich im Quartier de l’Odéon des 6. Arrondissements von Paris. Seine beiden Stationen liegen zueinander versetzt längs unterhalb des Boulevard Saint-Germain, im zum Quartier Latin gehörenden Abschnitt dieses mehr als drei Kilometer langen Straßenzugs.

## Name
Namengebend sind der Platz Carrefour de l’Odéon und die Rue de l’Odéon, eine von dort nach Süden abgehende Straße. Sie endet nach etwa 200 Metern an der Place de l’Odéon, wo seit 1782 das heutige französische Staatstheater Théâtre National de l’Odéon steht. Das griechische Wort ᾠδεῖον (Odeon oder Odeion) bezeichnete in der Antike einen Saal für Gesangsaufführungen. Den Namen Théâtre de l’Odéon erhielt das Gebäude im Jahr 1796.

## Geschichte
Die Station der Linie 4 wurde am 9. Januar 1910 in Betrieb genommen, als deren letzter Abschnitt von Raspail bis Châtelet eröffnet wurde. Am 14. Februar 1926 wurde mit der Verlängerung der Linie 10 von Mabillon her deren Station Odéon als vorläufiger Endpunkt eröffnet. Mit der Verlängerung der Strecke nach Place d’Italie wurde die Station der Linie 10 am 15. Februar 1930 zum Durchgangsbahnhof.

## Beschreibung

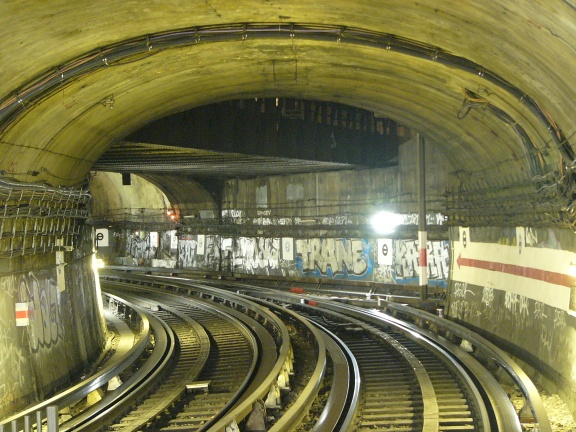
Kurve der Linie 4, darüber der kreuzende Gleistrog der Linie 10, von rechts mündet das Betriebsgleis

Beide Stationen weisen zwei Seitenbahnsteige an zwei Streckengleisen auf. Sie haben einen ellipsenförmigen Querschnitt, Decke und Wände sind gefliest. Es existieren drei Zugänge, von denen einer durch einen Kandelaber des Typs „Val d‘Osne“ markiert ist.
Die Station der Linie 4 liegt unterhalb der gemeinsamen Platzanlage Place Henri-Mondor und Carrefour de l’Odéon. Mitte der 1960er Jahre wurde sie von 75 auf 90 Meter verlängert und für den Verkehr mit luftbereiften Zügen umgebaut, vor 2010 umfassend renoviert. Nach einer östlich unmittelbar anschließenden Kurve in Richtung Norden zur Rue Danton unterquert die Strecke die Gleise der Linie 10, es folgt ein einfacher Gleiswechsel. Die Streckengleise der Linie 10 befinden sich nördlich dieser Station, die Station der Linie 10 liegt erst östlich des Kreuzungspunkts. Sie beschreibt einen leichten Bogen und wird von einem Betriebsgleis, das die beiden Strecken verbindet, unterfahren. Dieses Gleis kommt von der folgenden Station Cluny – La Sorbonne, es endet stumpf auf der Südseite der Station der Linie 4. Züge, die auf diesem Stumpfgleis kehren, erreichen unmittelbar danach über eine Weichenverbindung das nach Norden führende Richtungsgleis der Linie 4.

## Fahrzeuge
Auf der Linie 4 verkehrten bis 1967 Fünf-Wagen-Züge der Bauart Sprague-Thomson. Nach dem entsprechenden Umbau der Strecke und der Verlängerung der Stationen kamen ab Oktober 1966 gummibereifte Sechs-Wagen-Züge der Baureihe MP 59 zum Einsatz, während der ersten Monate im Mischverkehr mit den konventionellen Fahrzeugen. Seit 2011 verkehrt auf der Linie die Baureihe MP 89 CC. Die Umstellung der Linie 4 auf fahrerlose Züge der Baureihen MP 89 CA, MP 05 und MP 14 hat am 12. September 2022 begonnen und soll bis Ende 2023 abgeschlossen sein.
Auf der Linie 10 laufen konventionelle Züge der Baureihe MF 67. Zwischen 1975 und 1994 verkehrten Züge der Baureihe MA, davor solche der Bauart Sprague-Thomson.

## Umgebung

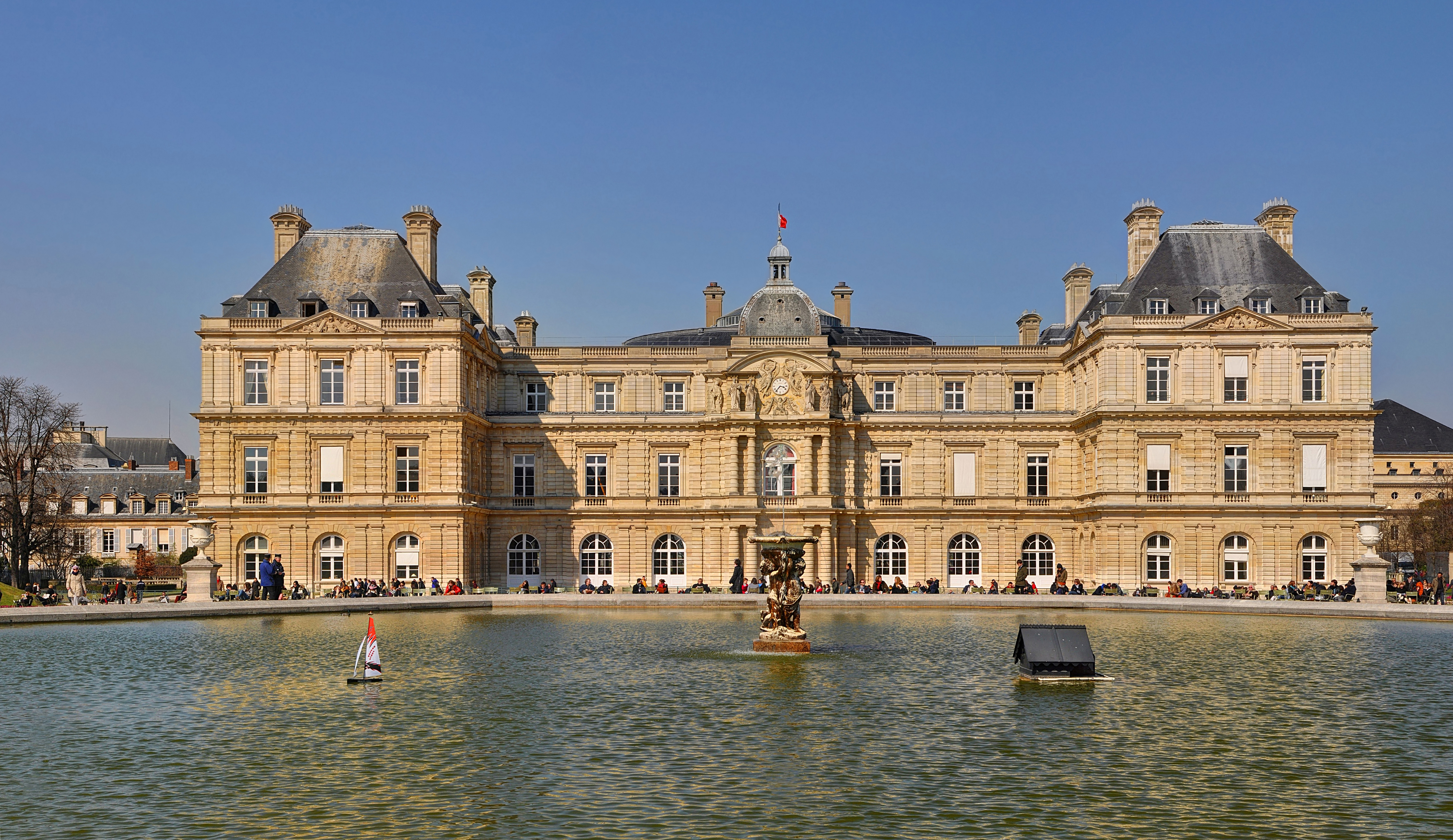
Palais du Luxembourg

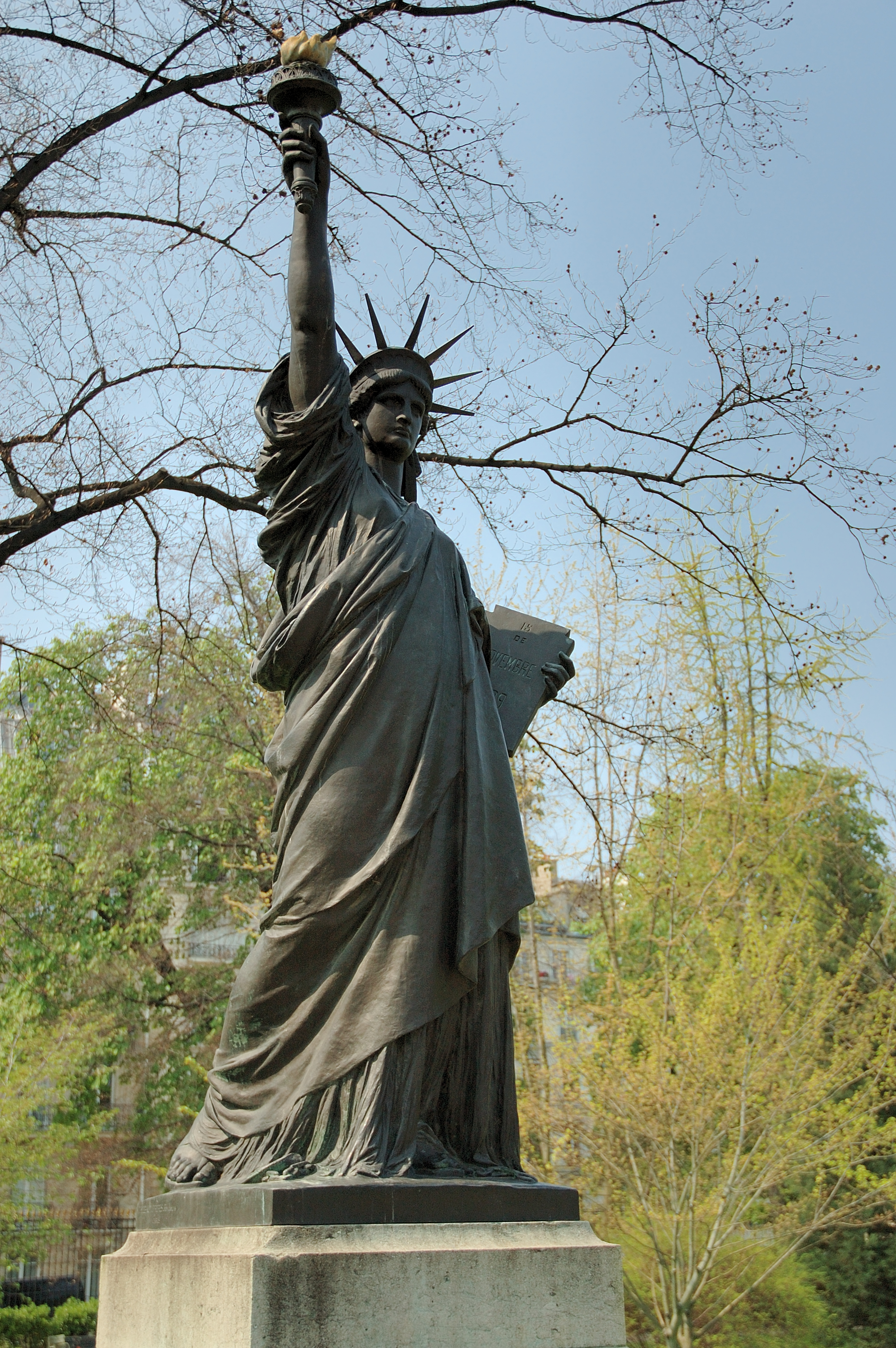
Modell der Freiheitsstatue von Frédéric-Auguste Bartholdi im Jardin du Luxembourg

- Palais du Luxembourg, seit 1800 Sitz des Senats, der zweiten parlamentarischen Kammer Frankreichs
- Parkanlage Jardin du Luxembourg mit zahlreichen Statuen und Kunstwerken
- Staatstheater Théâtre de l‘Odéon aus dem Jahr 1782